# Васильевский сельсовет (Красноярский край)
Васи́льевский сельсове́т — муниципальное образование (сельское поселение) в Ужурском районе Красноярского края. Административный центр поселения — село Васильевка.

## География
Васильевский сельсовет находится южнее Ачинска, на юго-западе Красноярского края, севернее районного центра.
Территория сельсовета расположена в лесостепной зоне, в равнинно-гористой местности. Восточную часть территории горный хребет Солгонский кряж. Лесные массивы главным образом берёзовые, преобладают смешанные леса.

## История
Дата образования Васильевского сельсовета — 1920 год. Наделён статусом сельского поселения в 2005 году.

## Население
| 2010 | 2012 | 2013 | 2014 | 2015 | 2016 | 2017 |
| ---- | ---- | ---- | ---- | ---- | ---- | ---- |
| 128  | ↘125 | ↘121 | ↘110 | ↗114 | →114 | ↘110 |

Гендерный состав
По данным Всероссийской переписи населения 2010 года 8 мужчин и 70 женщин из 128 чел.

## Состав сельского поселения
В состав сельского поселения входят 2 населённых пункта:
| № | Населённый пункт | Тип населённого пункта       | Население |
| - | ---------------- | ---------------------------- | --------- |
| 1 | Васильевка       | село, административный центр | ↘113      |
| 2 | Марьясово        | посёлок                      | 15        |